# مقاومة حرارية
المقاومة الحرارية (بالإنجليزية: Thermistor)‏ وتُنقحر الثيرميستور، هو مكون إلكتروني من نتاج أشباه الموصلات، يستخدم لقياس درجة الحرارة ويتميز بدقته العالية والحساسية المفرطة للتغير في درجة الحرارة، يعتمد على الطاقة الكهربية، ويظهر تأثره بدرجة الحرارة في اختلاف توصيليته للتيار الكهربي.
الثرمستورات من نوعين أساسيين متقابلين:
- مع الثرمستورات "" NTC "، تنخفض المقاومة" "" "مع ارتفاع درجة الحرارة عادةً بسبب زيادة إلكترونات التوصيل التي تصطدم بالتهيج الحراري من نطاق التكافؤ. يستخدم NTC بشكل شائع كمستشعر لدرجة الحرارة، أو في سلسلة مع دائرة كمحدد تيار تدفق.
- مع الثرمستورات "" PTC «، تزداد المقاومة» "" "" "" مع ارتفاع درجة الحرارة عادة بسبب زيادة الانفعالات الشبكية الحرارية خاصة تلك الناتجة عن الشوائب والعيوب. عادة ما يتم تثبيت الثرمستورات PTC في سلسلة مع دائرة، وتستخدم للحماية من ظروف «التيار الزائد»، مثل الصمامات القابلة لإعادة الضبط.

يتم إنتاج الثرمستورات بشكل عام باستخدام أكاسيد المعادن المسحوقة. مع الصيغ والتقنيات المحسّنة بشكل كبير على مدار العشرين عامًا الماضية [متى؟] ، يمكن لمقاومات NTC الآن تحقيق الدقة على نطاقات درجة حرارة واسعة مثل ± 0.1 & nbsp؛ °C أو ± 0.2 & nbsp؛ °C من 0 & nbsp؛ °C إلى 70 & nbsp؛ °C مع استقرار ممتاز على المدى الطويل. تأتي عناصر الثرمستور NTC في العديد من الأنماط  مثل محوري الرصاص المغلف بالزجاج (ثنائيات DO-35 و DO-34 و DO-41)، ورقائق مغلفة بالزجاج، مطلية بالإيبوكسي بسلك رصاصي مكشوف أو معزول وسطح التثبيت، وكذلك قضبان وأقراص. نطاق درجة حرارة التشغيل النموذجي للثرمستور هو 55 & nbsp ؛ درجة مئوية إلى + 150 درجة مئوية، على الرغم من أن بعض الثرمستورات ذات الجسم الزجاجي لها درجة حرارة تشغيل قصوى تبلغ + 300 درجة مئوية.
تختلف الثرمستورات عن كاشفات درجة حرارة المقاومة (RTDs) في أن المادة المستخدمة في الثرمستور تكون عمومًا من السيراميك أو البوليمر، بينما تستخدم RTD معادن نقية. تختلف استجابة درجة الحرارة أيضًا؛ تُعد RTDs مفيدة على نطاقات درجات الحرارة الأكبر، بينما تحقق الثرمستورات عادةً دقة أكبر ضمن نطاق درجة حرارة محدودة، عادةً -90 & nbsp ؛ °C إلى 130 & nbsp ؛ ° 

## العملية الأساسية
بافتراض، كتقريب من الدرجة الأولى، أن العلاقة بين المقاومة ودرجة الحرارة هي خطي، إذن
{\displaystyle \Delta R=k\Delta T,}
حيث
{\displaystyle \Delta R}, التغيير في المقاومة،
{\displaystyle \Delta T}, تغير في درجة الحرارة،
{\displaystyle k}, الدرجة الأولى معامل درجة الحرارة للمقاومة.
يمكن تصنيف الثرمستورات إلى نوعين، اعتمادًا على علامة {\displaystyle k}. إذا كان {\displaystyle k} هو موجب، تزداد المقاومة مع زيادة درجة الحرارة، ويسمى الجهاز معامل درجة حرارة موجب ('  PTC ) الثرمستور أو  البوزيستور . إذا كانت قيمة {\displaystyle k} سالبة، تقل المقاومة مع زيادة درجة الحرارة، ويطلق على الجهاز اسم معامل درجة الحرارة السالبة ( NTC ) الثرمستور. تم تصميم المقاومات التي ليست من مقاومات الثرمستورات بحيث يكون لها {\displaystyle k} أقرب ما يكون للصفر قدر الإمكان، بحيث تظل مقاومتها ثابتة تقريبًا على نطاق واسع من درجات الحرارة.
بدلاً من معامل درجة الحرارة "k"، في بعض الأحيان يتم استخدام «معامل درجة الحرارة للمقاومة» {\displaystyle \ alpha_{T}} ("alpha sub T"). يتم تعريفه على أنه.
{\displaystyle \alpha _{T}={\frac {1}{R(T)}}{\frac {dR}{dT}}.}
يجب عدم الخلط بين معامل {\displaystyle \alpha _{T}} مع معامل {\displaystyle a} أدناه.

## معادلة شتاينهارت-هارت
في الأجهزة العملية، يكون نموذج التقريب الخطي (أعلاه) دقيقًا فقط في نطاق درجة حرارة محدودة. على مدى نطاقات درجة حرارة أوسع، توفر المقاومة الأكثر تعقيدًا - درجة الحرارة وظيفة النقل توصيفًا أكثر دقة للأداء. معادلة شتاينهارت-هارت هي تقريب من الدرجة الثالثة مستخدمة على نطاق واسع:
{\displaystyle {\frac {1}{T}}=a+b\ln R+c\,(\ln R)^{3},}
حيث يُطلق على "a" و "b" و "c" معلمات Steinhart-Hart ويجب تحديدها لكل جهاز. "T" هي درجة الحرارة المطلقة، و "R" هي المقاومة. لإعطاء المقاومة كدالة لدرجة الحرارة، يمكن حل المعادلة التكعيبية أعلاه في {\displaystyle \ln R} ، والتي يتم إعطاء جذرها الحقيقي بواسطة
{\displaystyle \ln R={\frac {b}{3c\,x^{1/3}}}-x^{1/3}}
حيث
{\displaystyle {\begin{aligned}y&={\frac {1}{2c}}\left(a-{\frac {1}{T}}\right),\\x&=y+{\sqrt {\left({\frac {b}{3c}}\right)^{3}+y^{2}}}.\end{aligned}}}
الخطأ في معادلة Steinhart-Hart بشكل عام أقل من 0.02 درجة مئوية في قياس درجة الحرارة على مدى 200 درجة مئوية. كمثال، القيم النموذجية للثرمستور بمقاومة 3 & nbsp ؛ kΩ في درجة حرارة الغرفة (25 & nbsp ؛ °C = 298.15 & nbsp ؛ K) هي:
{\displaystyle {\begin{aligned}a&=1.40\times 10^{-3},\\b&=2.37\times 10^{-4},\\c&=9.90\times 10^{-8}.\end{aligned}}}

## Bأوβمعادلة المعلمة
يمكن أيضًا تمييز الثرمستورات NTC بمعادلة المعلمة "B" (أو "")، والتي هي أساسًا معادلة شتاينهارت-هارت مع {\displaystyle a=1/T_{0}-(1/B)\ lnR_{0}} و {\displaystyle b=1/B} و {\displaystyle c=0} ، : {\displaystyle {\frac {1}{T}}={\frac {1}{T_{0}}}+{\frac {1}{B}}\ln {\frac {R}{R_{0}}},}
حيث تكون درجات الحرارة في كلفن، و "R"  0  هي المقاومة عند درجة الحرارة "T"  0  (25 & (25 °C = 298.15 K). حل من أجل "R" العائد
{\displaystyle R=R_{0}e^{B\left({\frac {1}{T}}-{\frac {1}{T_{0}}}\right)}}
أو بدلا من ذلك،
{\displaystyle R=r_{\infty }e^{B/T},}
حيث {\displaystyle r_{\infty }=R_{0}e^{-B/T_{0}}}.
يمكن حل هذا بالنسبة لدرجة الحرارة:
{\displaystyle T={\frac {B}{\ln(R/r_{\infty })}}.}
يمكن أيضًا كتابة معادلة المعلمة "B" كـ {\displaystyle \ lnR=B/T+\ lnr_{\ }infty}. يمكن استخدام هذا لتحويل وظيفة المقاومة مقابل درجة حرارة الثرمستور إلى دالة خطية من {\displaystyle \ lnR} مقابل {\displaystyle 1/T}. سيعطي متوسط ميل هذه الوظيفة بعد ذلك تقديرًا لقيمة المعلمة `` B .

## نموذج التوصيل

### NTC (معامل درجة الحرارة السالب)

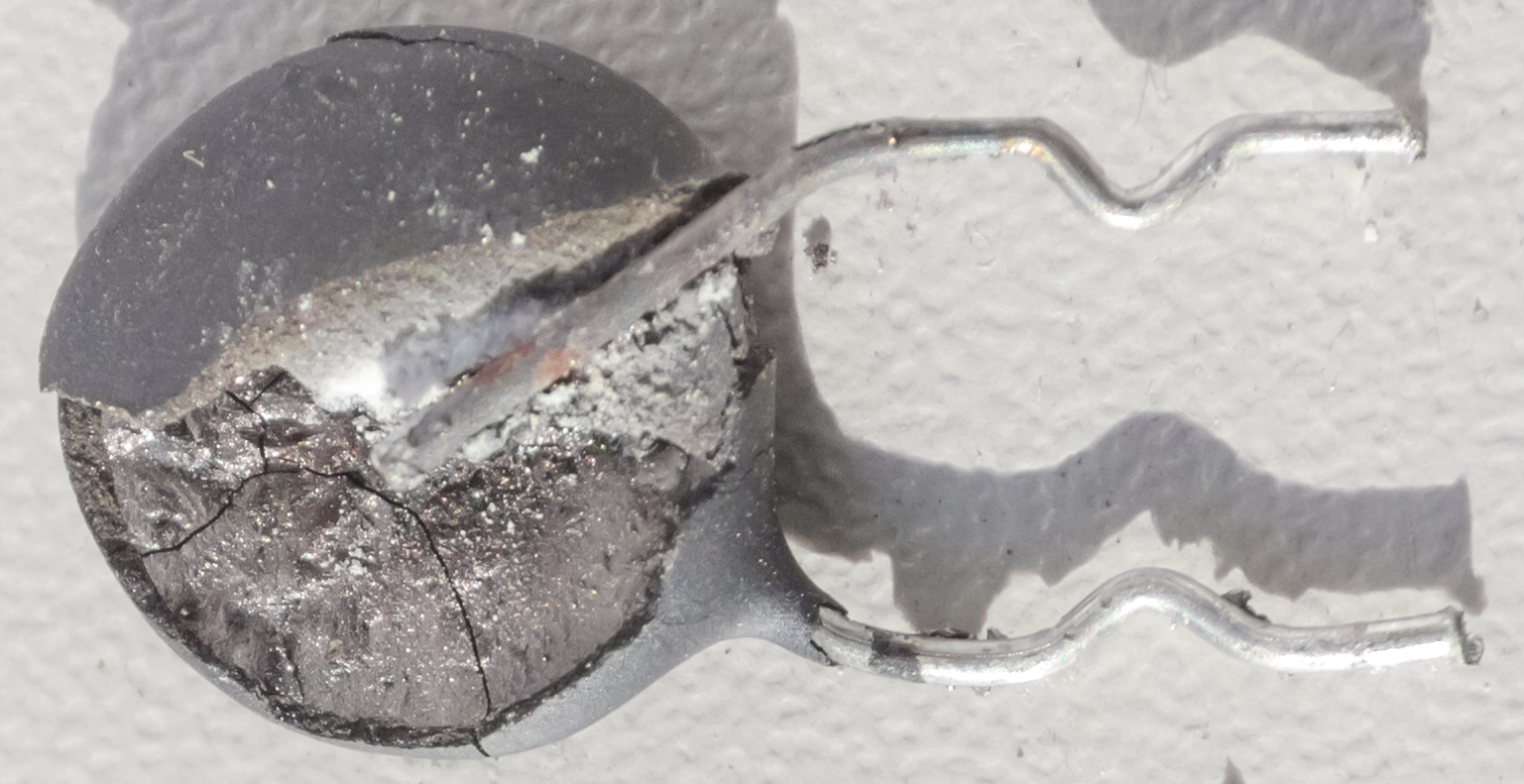
الثرمستور NTC الفاشل (المنفوخ) الذي كان يعمل كمحدد تيار تدفق في مصدر طاقة بتبديل الوضع

العديد من الثرمستورات NTC مصنوعة من قرص مضغوط، قضيب، لوحة، حبة أو صب رقاقة من أشباه الموصلات مثل متكلس معدن أكاسيد إنها تعمل لأن رفع درجة حرارة أشباه الموصلات يزيد من عدد حاملة الشحنة النشطة التي تروجها إلى «نطاق التوصيل». كلما زاد عدد حاملات الشحن المتوفرة، زادت التيار الذي يمكن للمادة أن تجري فيه. في مواد معينة مثل أكسيد الحديديك (Fe  2  O  3 ) مع التيتانيوم (Ti) يتم تشكيل أشباه الموصلات من النوع "n" وتكون حاملات الشحنة إلكترون ق. في مواد مثل أكسيد النيكل (NiO) مع الليثيوم (Li)، يتم إنشاء أشباه الموصلات من النوع "p-type"، حيث تكون hole حاملات الشحنة.
هذا موصوف في الصيغة
{\displaystyle I=n\cdot A\cdot v\cdot e,}
أين
{\displaystyle I} = التيار الكهربائي (أمبير)،
{\displaystyle n} = كثافة ناقلات الشحن (العدد / م  3 )،
{\displaystyle A} = منطقة المقطع العرضي للمادة (م  2 )،
{\displaystyle v} = سرعة انجراف الإلكترونات (م / ث)،
{\displaystyle e} = شحنة إلكترون ({\displaystyle e=1.602\times 10^{-19}} كولوم).

### PTC (معامل درجة الحرارة الإيجابية)
معظم الثرمستورات PTC مصنوعة من متعدد الكريستالات سيراميك (يحتوي على تيتانات الباريوم (BaTiO  3 ) ومركبات أخرى) والتي لها خاصية أن مقاومتها ترتفع فجأة عند درجة حرارة حرجة معينة. تيتانات الباريوم ferroelectric وتختلف ثابت العزل مع درجة الحرارة. تحت درجة حرارة نقطة كوري، يمنع ارتفاع ثابت العزل تكوين حواجز محتملة بين حبيبات الكريستال، مما يؤدي إلى مقاومة منخفضة. في هذه المنطقة، يحتوي الجهاز على معامل درجة حرارة سلبي صغير. عند درجة حرارة نقطة كوري، ينخفض ثابت العزل بشكل كافٍ للسماح بتكوين حواجز محتملة عند حدود الحبوب، وتزداد المقاومة بشكل حاد مع درجة الحرارة. في درجات حرارة أعلى، تعود المادة إلى سلوك NTC.
نوع آخر من الثرمستور هو "" المقاوم السليكون "(المقاوم السليكون حساس للحرارة). تستخدم السليستورات السيليكون كمادة مكونة شبه موصلة. على عكس الثرمستورات الخزفية PTC ، تتمتع السليستورات بخاصية مقاومة درجة حرارة خطية تقريبًا. لديها انجراف أصغر بكثير من الثرمستور NTC. إنها أجهزة مستقرة محكمة الإغلاق في عبوة مغلفة بالزجاج المحوري المحتوي على الرصاص. يمكن استخدام الثرمستورات التي تيتانات الباريوم كسخانات ذاتية التحكم؛ لجهد معين، سوف يسخن السيراميك إلى درجة حرارة معينة، لكن الطاقة المستخدمة ستعتمد على فقدان الحرارة من السيراميك.
ديناميكيات الثرمستورات PTC التي يتم تشغيلها تقرض مجموعة واسعة من التطبيقات. عندما يتم توصيله لأول مرة بمصدر جهد، يتدفق تيار كبير يتوافق مع المقاومة المنخفضة والباردة، ولكن مع تسخين الثرمستور الذاتي، يتم تقليل التيار حتى يتم الوصول إلى تيار محدد (ودرجة حرارة الجهاز القصوى المقابلة). يمكن أن يحل تأثير الحد الحالي محل الصمامات. في دوائر إزالة المغنطة للعديد من شاشات CRT وأجهزة التلفزيون، يتم توصيل الثرمستور المختار بشكل مناسب في سلسلة مع ملف إزالة المغنطة. ينتج عن هذا انخفاض سلس للتيار لتحسين تأثير إزالة المغنطة. تحتوي بعض دوائر إزالة المغنطة هذه على عناصر تسخين إضافية لتسخين الثرمستور (وتقليل التيار الناتج) بشكل أكبر.
نوع آخر من الثرمستور PTC هو البوليمر PTC ، والذي يباع تحت أسماء تجارية مثل «فاصمة منصهرة قابلة لإعادة الضبط» "Semifuse" و "Multifuse". يتكون هذا من البلاستيك مع حبيبات كربون مضمنة فيه. عندما يكون البلاستيك باردًا، تكون حبيبات الكربون كلها على اتصال مع بعضها البعض، وتشكل مسارًا موصل عبر الجهاز. عندما يسخن البلاستيك، يتمدد، مما يؤدي إلى تباعد حبيبات الكربون، مما يؤدي إلى ارتفاع مقاومة الجهاز، مما يؤدي بعد ذلك إلى زيادة التسخين وزيادة المقاومة السريعة. مثل الثرمستور BaTiO  3  ، يتمتع هذا الجهاز بمقاومة غير خطية للغاية / استجابة لدرجة الحرارة مفيدة للتحكم الحراري أو التحكم في الدائرة، وليس لقياس درجة الحرارة. إلى جانب عناصر الدائرة المستخدمة للحد من التيار، يمكن صنع السخانات ذاتية التحديد على شكل أسلاك أو شرائط مفيدة في تتبع الحرارة. «مزلاج» الثرمستورات PTC في حالة مقاومة ساخنة / عالية: بمجرد أن تكون ساخنة، فإنها تظل في حالة المقاومة العالية تلك، حتى تبرد.
يمكن استخدام التأثير كدائرة بدائية مزلاج / دائرة ذاكرة، ويتم تحسين التأثير باستخدام ثيرمستورين PTC في سلسلة، مع عنصر حراري واحد بارد، والثرمستور الآخر ساخن.

## تأثيرات التسخين الذاتي
عندما يتدفق التيار عبر الثرمستور، فإنه يولد حرارة، مما يرفع درجة حرارة الثرمستور فوق درجة حرارة بيئته. إذا تم استخدام الثرمستور لقياس درجة حرارة البيئة، فقد يؤدي هذا التسخين الكهربائي إلى حدوث خطأ كبير إذا لم يتم إجراء تصحيح. بدلا من ذلك، يمكن استغلال هذا التأثير نفسه. يمكنه، على سبيل المثال، صنع جهاز حساس لتدفق الهواء مستخدم في طائرة شراعية أداة معدل الصعود، أو مقياس متغير، أو يعمل بمثابة مؤقت لـ مرحل كما كان يحدث سابقًا في مقسم الهاتف.
مدخلات الطاقة الكهربائية للثرمستور عادلة
{\displaystyle P_{E}=IV,}
حيث "I" هو التيار، و "V" هو انخفاض الجهد عبر الثرمستور. يتم تحويل هذه الطاقة إلى حرارة، ويتم نقل هذه الطاقة الحرارية إلى البيئة المحيطة. معدل النقل موصوف جيدًا بواسطة قانون التبريد لنيوتن:
{\displaystyle P_{T}=K(T(R)-T_{0}),}
حيث "T" ("R") هي درجة حرارة الثرمستور كدالة لمقاومته "R"، و {\displaystyle T_{0}} هي درجة حرارة البيئة المحيطة، و "K "" هو "ثابت التبديد"، وعادة ما يتم التعبير عنه بوحدات ملي واط لكل درجة مئوية. عند التوازن، يجب أن تكون المعدلات متساوية:
{\displaystyle P_{E}=P_{T}.}
يعتمد التيار والجهد عبر الثرمستور على تكوين الدائرة المعين. كمثال بسيط، إذا كان الجهد عبر الثرمستور ثابتًا، فعند قانون أوم لدينا {\displaystyle I=V/R} ، ويمكن حل معادلة التوازن لدرجة الحرارة المحيطة مثل دالة للمقاومة المقاسة للثرمستور:
{\displaystyle T_{0}=T(R)-{\frac {V^{2}}{KR}}.}
ثابت التبديد هو مقياس للتوصيل الحراري للثرمستور بمحيطه. يتم إعطاؤه عمومًا للمقاوم الحراري في الهواء الساكن وفي الزيت جيد التحريك. القيم النموذجية للثرمستور ذي الخرز الزجاجي الصغير هي 1.5 & nbsp؛ mW / °C في الهواء الساكن و 6.0 & nbsp؛ mW / °C في الزيت المقلّب. إذا كانت درجة حرارة البيئة معروفة مسبقًا، فيمكن استخدام الثرمستور لقياس قيمة ثابت التبديد. على سبيل المثال، يمكن استخدام الثرمستور كمستشعر لمعدل التدفق، حيث يزيد ثابت التبديد مع معدل تدفق المائع بعد الثرمستور.
عادةً ما يتم الحفاظ على الطاقة المشتتة في الثرمستور عند مستوى منخفض جدًا لضمان خطأ غير مهم في قياس درجة الحرارة بسبب التسخين الذاتي. ومع ذلك، تعتمد بعض تطبيقات الثرمستور على «التسخين الذاتي» الكبير لرفع درجة حرارة الجسم للثرمستور أعلى بكثير من درجة الحرارة المحيطة، وبالتالي يكتشف المستشعر حتى التغييرات الطفيفة في التوصيل الحراري للبيئة. تتضمن بعض هذه التطبيقات الكشف عن مستوى السائل وقياس تدفق السائل وقياس تدفق الهواء.